# Joel Engel

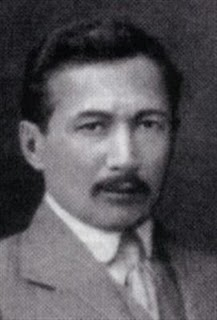
Joel Engel (1868–1927)

Joel Engel, geboren als Juli Dmitrijewitsch Engel (russisch Юлий Дмитриевич (Йоэль) Энгель, wiss. Transliteration Julij Dmitrievič (Joėl') Ėngel'; * 16. Apriljul. / 28. April 1868greg. in Berdjansk, Russisches Kaiserreich; † 11. Februar 1927 in Tel Aviv, Palästina) war ein russischer Komponist, Musikwissenschaftler und Musikkritiker.

## Leben
Joel (Juli) Engel studierte zunächst Jura an der Universität Charkow und Musiktheorie bei Andrejs Jurjāns an der dortigen Fachschule. Auf Empfehlung Tschaikowskis ging er 1893 ans Moskauer Konservatorium, wo er sein Musikstudium in den Fächern Komposition bei Michail Ippolitow-Iwanow und Kontrapunkt bei Sergej Tanejew 1897 abschloss. Nach dem Studium arbeitete er über 20 Jahre lang als Musikkritiker für die Tageszeitung Moskowskije Wedomosti (Moskauer Nachrichten). Er veröffentlichte auch die russische Ausgabe des Riemann Musiklexikons.
Im Jahre 1900 begann Engel, jüdische Volkslieder in Russland zu sammeln und zu arrangieren. 1908 gründete eine Gruppe gleichgesinnter Komponisten, darunter Solomon Rosowsky (1878–1962) und Lazare Saminsky (1882–1959), in St. Petersburg die Gesellschaft für jüdische Volksmusik. Engel schrieb in der Folge weitere Bearbeitungen jüdischer Folklore und initiierte deren Aufführungen in Russland.
1912 begleitete er den Schriftsteller und Ethnografen Salomon An-ski (1863–1920) auf einer Expedition zur Sammlung von Volkslieder im jüdischen Ansiedlungsrayon. Nach der Oktoberrevolution 1917 arbeitete er am Volkskommissariat für Bildung und lehrte am Moskauer Konservatorium. Engel komponierte die Eingangsmusik zu An-Skis Drama Der Dibbuk. Durch seine Bühnenmusik zur hebräischen Version dieses Werks, die 1922 am jüdischen Theater Habimah in Moskau zur Uraufführung kam, erlangte Engel große Bekanntheit.

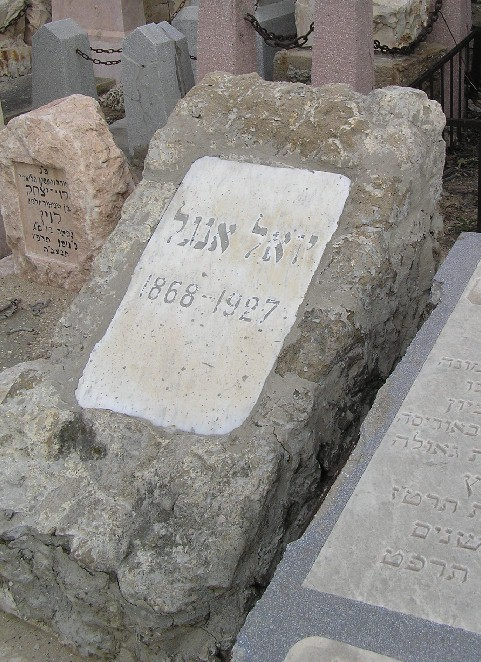
Das Grab auf dem Trumpeldor-Friedhof in Tel Aviv

1922 gelangte Engel nach Deutschland. In Berlin war er an der Gründung des Musikverlages Juwal Verlagsgesellschaft für jüdische Musik beteiligt und übernahm dessen künstlerische Leitung.
1924 wanderte Engel nach Palästina aus. Dort unterrichtete er an der Musikschule Shulamith in Tel Aviv und komponierte Schauspielmusik für das Ohel-Theater.

## Joel-Engel-Preis
Nach Engel ist der Joel-Engel-Preis der Stadt Tel Aviv benannt. Preisträger sind u. a. die Komponisten Menachem Avidom (1947 und 1956), Ben-Zion Orgad (1961) und Jacob Gilboa (1973).

## Aufnahmen (Auswahl)
- Joel Engel/S. An-Ski: Der Dybuk, Classic-Meets-Klezmer-Ensemble, Arrangements: Irith Gabriely, Text und Nachdichtung: Iris Anna Otto, Sprecherin: Iris Anna Otto, Aufnahme: September/Oktober 1994, Tonstudio van Geest, Sandhausen, Kranichsteiner Literaturverlag, Best.-Nr. TA 197, Compact Disc